# Empetrichthyinae
Sous-famille
Les Empetrichthyinae sont une sous-famille de poissons téléostéens de la famille des Goodeidae.

## Répartition
Les espèces de cette sous-famille sont endémiques des États-Unis.

## Liste des genres

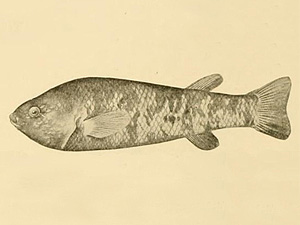
Empetrichthys merriami

Selon World Register of Marine Species (4 février 2024) :
- Crenichthys Hubbs, 1932
- Empetrichthys Gilbert, 1893

## Classification
Le nom valide complet (avec auteur) de ce taxon est Empetrichthyinae Jordan, Evermann & Clark (d), 1930.